# Oskar Kleinsasser
Oskar Kleinsasser (* 1. Dezember 1929 in Kirchdorf an der Krems; † 10. März 2001 in Marburg an der Lahn) war ein österreichischer HNO-Arzt.
Oskar Kleinsasser studierte in Innsbruck Medizin, wo er 1954 promovierte. Er arbeitete zuerst zwei Jahre lang am pathologisch-anatomischen Institut der Universität Innsbruck unter F. D. Lang, danach am Max-Planck-Institut für Hirnforschung in Köln bei Klaus-Joachim Zülch und an der Neurochirurgischen Klinik der Universität Köln unter Wilhelm Tönnis. Aus dieser Zeit stammt sein Handbuchbeitrag „Pathologie der Geschwülste des Hirnschädels“ im Handbuch der Neurochirurgie von H. Olivecrona und W. Tönnis (1960). 
1958 nahm er eine Assistenzarztstelle an der Universitäts-HNO-Klinik Köln bei L. B. Seiferth an und wurde 1961 Facharzt für Hals-Nasen-Ohren-Heilkunde. Schon im darauffolgenden Jahr erfolgte die Habilitation über das Thema „Kritische und morphologische Beiträge zur Frühdiagnose des Kehlkopfkarzinoms“. Er wurde 1968 zum APL-Professor in Köln ernannt und 1969 zum wissenschaftlichen Rat und Professor. 1973 folgte er dem Ruf an den Lehrstuhl für Hals-, Nasen- und Ohrenheilkunde der Universität Marburg als Nachfolger von J. Berendes. Bis zu seiner Emeritierung im Jahr 1997 leitete er die Klinik und war geschäftsführender Direktor des Zentrums für HNO-Heilkunde der Universität Marburg.
Kleinsasser publizierte eine große Zahl von histologisch-morphologischen Untersuchungen über die Veränderungen der Kehlkopfschleimhaut und deren Beziehung zur Krebsentstehung. Parallel dazu entwickelte er  spezielle Laryngoskope und mikrochirurgische Instrumente, die die endoskopische Untersuchung und Behandlung von Veränderungen des Kehlkopfes unter dem Mikroskop ermöglichten, ohne dass der Kehlkopf von außen eröffnet werden musste. Diese von Kleinsasser eingeführte und bis heute mit seinem Namen verbundene Mikrolaryngoskopie und Mikrochirurgie des Kehlkopfes stellte einen international beachteten Fortschritt dar und gehört heute zum Standard jeder HNO-Klinik. 
Neben einem umfangreichen Werk über Tumoren des Larynx und des Hypopharynx gehört sein Buch über die Technik und die typischen Befunde der Mikrolaryngoskopie und endolaryngeale Mikrochirurgie zu den weit verbreiteten Standardwerken der chirurgischen Literatur in der Hals-Nasen-Ohren-Heilkunde. Der hohe Bekanntheitsgrad der laryngologischen Publikationen lässt ganz unberechtigt die zahlreichen Publikationen und Handbuchbeiträge Kleinsassers über andere Themen, wie Speicheldrüsen-, Nasennebenhöhlen- und Schädelbasistumoren in den Hintergrund treten. 

## Quelle
- Hiltrud Katharina Glanz: Zum 70. Geburtstag von Prof. Dr. Oskar Kleinsasser am 1. Dezember 1999. In: Laryngo-Rhino-Otologie. Band 78, 1999, S. 649–650, doi:10.1055/s-1999-12974.